# 魯興
魯興（ろこう）は、南北朝時代に北魏で鮮于修礼が建てた私年号。526年。

## 西暦との対照表
| 魯興 | 元年  |
| 西暦 | 526年 |
| 干支 | 丙午  |